# يون كي-وون
يون كي-وون (هانغل: 윤기원) هو لاعب كرة قدم كوري جنوبي في مركز حراسة المرمى، ولد في 20 مايو 1987 في بوسان في كوريا الجنوبية، وتوفي في 6 مايو 2011 في سول في كوريا الجنوبية بسبب تسمم بأحادي أكسيد الكربون. لعب مع إنتشون يونايتد.

## وصلات خارجية
- يون كي-وون على موقع دوري كوريا الجنوبية (الإنجليزية)
- يون كي-وون على موقع Soccerway.com (الإنجليزية)